# Бегство в Алжир
«Бегство в Алжир» (англ. Pursuit to Algiers, 1945) — американский художественный фильм Роя Уильяма Нила, двенадцатый из серии фильмов, посвящённых приключениям Шерлока Холмса и доктора Уотсона с участием Бэзила Рэтбоуна и Найджела Брюса.

## Сюжет
Холмс и Уотсон сопровождают принца Николаса, наследника Восточного царства, на пассажирском корабле из Англии в Алжир. Принца представляют, как племянника Уотсона, и он является объектом многочисленных покушений лиц, желающих захватить контроль над страной.
В конечном итоге злодеи преуспели в похищении принца, но, как выяснилось, Холмс подменил принца с самого начала.

## В ролях
- Бэзил Рэтбоун — Шерлок Холмс
- Найджел Брюс — доктор Уотсон
- Марджори Риордан[англ.] — Шила Вудбери
- Розалинд Айван — Агата Данэм
- Мортон Лаури[англ.] | — стюард
- Лесли Винсент[англ.] — Николас Уотсон
- Мартин Кослек — Мирко
- Рекс Эванс — Грегор
- Джон Эббот — Джодри
- Джеральд Хамер[англ.] — Кингстон
- Уильям «Уи Уилли» Дэвис[англ.] — Губек
- Том Диллон — владелец ресторана
- Фредерик Уорлок[англ.] — премьер-министр